# Laenatud naene
Laenatud naene (estnisch für „Die geborgte Frau“) ist ein estnischer Stummfilm aus dem Jahr 1913. Die Komödie ist vermutlich der älteste erhaltene Spielfilm der estnischen Filmgeschichte.

## Wiederentdeckung
Bis zur Entdeckung der gut erhaltenen, 12-minütigen Kopie des Filmfragments von Laenatud naene im Jahr 2014 bei Gosfilmofond Russlands galt Johannes Pääsukes Komödie Karujaht Pärnumaal („Bärenjagd im Pernauer Land“) von 1914 als ältester noch existierender estnischer Spielfilm. Das Nitrofilm-Original von Laenatud naene ist verschollen, ebenso die Titel und Zwischentexte.
Das Filmfragment wurde 2017 restauriert, neu vertont, koloriert und mit Zwischentexten versehen. Die neue Version des estnischen Künstlers Mart Sander wurde auf 22 Minuten gestreckt.

## Entstehung
Laenatud naene wurde vermutlich im Jahr 1913 in der estnischen Hauptstadt Tallinn gedreht. Einige Szenen entstanden der Stadtansicht von Tallinn nach zu urteilen möglicherweise bereits im Januar 1912 oder sogar noch früher. In den Außenszenen sind die Langstraße, die Dicke Margarethe, die Patkull'sche Aussichtsplattform und der Snelli-Teich zu erkennen.
Die Namen des Regisseurs und des Kameramanns sind nicht übermittelt. Als Produzent wird in verschiedenen Zeitungen der aus einer jüdischen Familie stammende Rigaer Geschäftsmann Semen Mintus genannt, dem unter anderem das dortigen Kino Coliseum gehörte, und dessen Vertrieb T/D Mintus auch im ersten lettischen Spielfilm Kur patiesība? Ebreju kursistes traģēdija. („Wo ist die Wahrheit? Die Tragödie einer jüdischen Schülerin.“) von 1913 genannt wird.
Unter den Schauspielern von Laenatud naene sind die beliebten estnischen Theaterschauspieler Paul Pinna (als Onkel der Hauptfigur) und Alfred Sällik (in der Rolle des Dieners) zu sehen. Die anderen Schauspieler konnten bislang nicht identifiziert werden.
Die ersten Aufführungen des Films sind für den 28. Maijul. / 10. Juni 1913greg. in Tallinn und den 7. Dezemberjul. / 20. Dezember 1913greg. im Kino Imperial in Tartu belegt.

## Handlung
Die Handlung des Films beruht auf einem schwankhaften Einakter für das Volkstheater, den der Schriftsteller Mihkel Aitsam 1908 aus dem Deutschen ins Estnische übersetzt hatte.
Darin bittet der arme Neffe seinen reichen Onkel immer wieder um Geld für seine, dem Onkel unbekannte Familie. Als die erbetenen Summen immer größer werden, wachsen bei dem Onkel jedoch die Zweifel. Deswegen macht er sich selbst auf die Reise, um die Familie des Neffen persönlich in Augenschein zu nehmen. So bleibt dem Neffen nichts anderes übrig, als sich zum Schein eine verwitwete Frau und Kinder „auszuborgen“. Doch dann verlieben sich der Onkel und die vermeintliche „Ehefrau“ des Neffen ineinander...